# Шилин-Хото
Шилин-Хото (кит. упр. 锡林浩特, пиньинь Xīlínhàotè, монг. Шилийн хот) — городской уезд аймака Шилин-Гол автономного района Внутренняя Монголия (КНР). Здесь размещается правительство аймака Шилин-Гол. Название «Шилин-Хото» в переводе с монгольского означает «город на холмах».

## История
Во времена империи Мин в этих местах находились кочевья потомка в 17-м колене Бельгутея — старшего брата Чингисхана, поэтому местные монголы носили название «абганар» (в переводе с монгольского «абга» означает «дядя по отцу»). Когда в первой половине XVII века монголы покорились маньчжурам, то последние ввели среди монголов свою восьмизнамённую систему, и абганары были разделены на два «знамени» (по-монгольски — хошуна): Абганар-Цзоици («Хошун абганаров левого крыла») и Абганар-Юици («Хошун абганаров правого крыла»), командовали «крыльями» князья в ранге «бэйлэ». Помимо абганаров, здесь также проживали племена абга и хоцит. В 1743 году здесь был построен храмовый комплекс Бэйцзымяо (贝子庙, «Княжеская кумирня»).
При Китайской республике система управления монголами не менялась, однако после установления власти коммунистов начались изменения административного деления. Весной 1949 года хошуны Абганар-Цзоици (阿巴哈纳尔左翼旗), Абга-Цзоици (阿巴嘎左翼旗) и Хоцит-Юици (浩齐特右翼旗) были объединены в Чжунбу-Ляньхэци (中部联合旗, «Объединённый хошун центральных племён»), а Абганар-Юици (阿巴哈纳尔右翼旗) попал в Сибу-Ляньхэци (西部联合旗, «Объединённый хошун западных племён»). 26 мая 1952 года Чжунбу-Ляньхэци и Сибу-Ляньхэци были объединены в хошун Сибу-Ляньхэци, правление которого разместилось в Бэйцзымяо. 15 сентября 1953 года решением Народного правительства аймака Шилин-Гол сомон Бэйцзымяо был переименован в Шилин-Хото.
3 июля 1956 года решением Госсовета КНР хошун Сибу-Ляньхэци был переименован в Абга-Ци (阿巴嘎旗), а 21 августа того же года Шилин-Хото был выведен из его состава и передан в непосредственное подчинение правительству аймака. 15 апреля 1959 года Шилин-Хото был поднят в статусе с сомона до городского хошуна (городского уезда), подчинённого непосредственно правительству аймака, а в сентябре того же года его территория была расширена за счёт части земель хошуна Абга-Ци.
23 октября 1963 года решением Госсовета КНР Шилин-Хото был переименован в Абганар-Ци (阿巴哈纳尔旗) и получил дополнительные земли от соседей. 14 декабря 1979 года в официальном китайском написании названия хошуна иероглиф 哈 был заменён на 嘎. 10 октября 1983 года решением Госсовета КНР хошун Абганар-Ци был ликвидирован, а вместо него образован городской уезд Шилин-Хото.

## Административное деление
Городской уезд Шилин-Хото делится на 7 уличных комитетов, 1 посёлок и 3 сомона.